# 벨기에와 프랑스의 종루
벨기에와 프랑스의 종루(프랑스어: Beffrois de Belgique et de France, 네덜란드어: Belforten in België en Frankrijk, 영어: Belfries of Belgium and France)는 유네스코에 등록된 세계 문화 유산 중 하나이다. 벨기에, 프랑스 양국의 총 56개의 종루가 등록되어 있다.
1999년에 플랑드르와 왈론의 종루(Beffrois de Flandre et de Wallonie, Belforten in Vlaanderen en Wallonië, Belfries of Flanders and Wallonia)라는 이름으로 먼저 32개의 종루가 세계유산으로 등록된 것이 최초이다. 2005년에 23개의 종루가 추가 등록하여 현재의 명칭이 되었다. 또한 브뤼셀 시청의 종탑은 이 종탑을 포함한 그랑플라스가 세계유산으로 등록되었기 때문에 중복을 피하기 위해 등록 해제되었다.

## 같이 보기
- 벨기에의 세계유산
- 프랑스의 세계유산